# Colossal (Film)

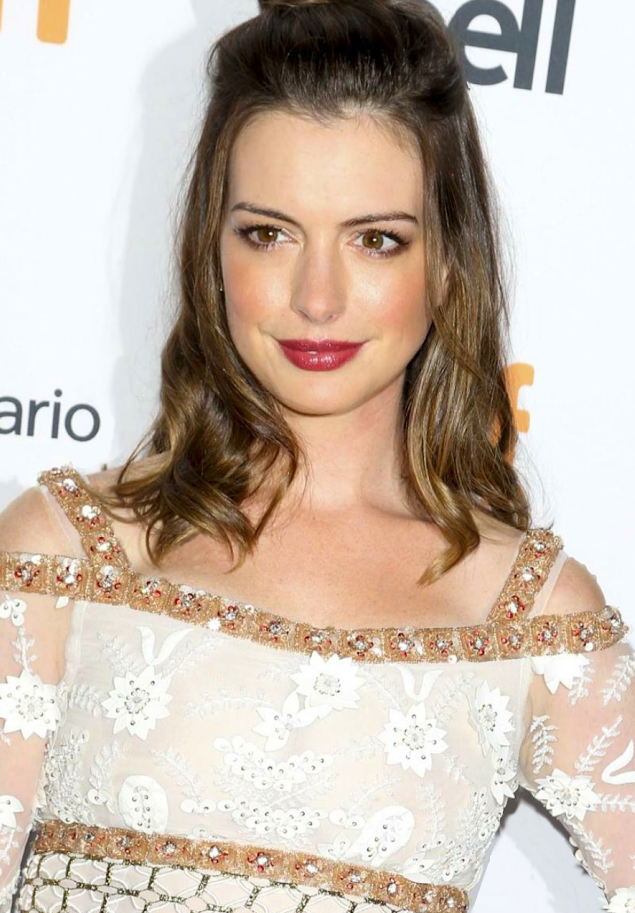
Hauptdarstellerin Anne Hathaway, 2016

Colossal ist ein Science-Fiction-Film aus dem Jahr 2016 von Nacho Vigalondo mit Anne Hathaway, Jason Sudeikis, Dan Stevens, Austin Stowell und Tim Blake Nelson, der die Geschichte von Gloria erzählt, einer arbeitslosen jungen Schriftstellerin, die ungewollt das Auftauchen eines gigantischen Monsters auf der anderen Seite der Welt verursacht. In Deutschland wurde der Film ab dem 1. Dezember 2017 direkt auf DVD vertrieben.

## Handlung
Die arbeitslose Schriftstellerin Gloria hat ein ernstes Alkoholproblem. Ihr Verhalten veranlasst ihren frustrierten Freund Tim, mit ihr Schluss zu machen und sie aus ihrer Wohnung in New York City zu werfen. So ist Gloria gezwungen, in ihre Heimatstadt in New Hampshire zurückzukehren. Dabei trifft sie ihren Kindheitsfreund Oscar wieder, der jetzt die Bar seines verstorbenen Vaters leitet. Oscar versucht Gloria zu helfen, indem er ihr einen alten Fernseher für ihr unmöbliertes Elternhaus und einen Job in seiner Kneipe anbietet, was Gloria akzeptiert. Die Arbeit an der Bar verschlimmert Glorias Alkoholproblem. Während jeder Schicht trinkt sie bis zum Morgen mit Oscar und seinen Freunden Garth und Joel und schläft anschließend auf einer Bank in der Nähe eines Kinderspielplatzes ein.
Zur selben Zeit erscheint im nächtlichen Seoul ein riesiger Reptilienkaiju, der Tod und Zerstörung hinterlässt. Nach und nach erkennt Gloria, dass sie, wenn sie genau um 8:05 Uhr morgens über den Spielplatz läuft, das Monster manifestieren lässt und die Bewegungen der Kreatur mit ihren eigenen übereinstimmen. Nur wenig später enthüllt Gloria Oscar und seinen Freunden ihr Geheimnis. Als Oscar auf den Spielplatz tritt, lässt er einen riesigen Roboter in Seoul erscheinen. Gloria versucht schließlich, Seoul um Verzeihung zu bitten, indem sie das Monster eine Entschuldigung in Koreanisch buchstabieren lässt, zur Freude der Südkoreaner und der Medien. Gloria bemüht sich in der Folge, sowohl den Spielplatz als auch den Alkohol zu meiden.
Nach einer Nacht mit Joel entdeckt Gloria, dass der betrunkene Oscar den Roboter benutzt, um Seoul in Schrecken zu versetzen. Nach einer angespannten Konfrontation gelingt es Gloria, ihn vom Spielplatz zu vertreiben. Oscar ist eifersüchtig darauf, dass etwas zwischen Gloria und Joel passiert ist. Später in der Nacht beleidigt er betrunken seine Freunde und verlangt, dass Gloria trinken solle, indem er droht, auf den Spielplatz zurückzukehren, wenn sie es nicht tue. Am nächsten Morgen gesteht ein wieder nüchterner Oscar seine Reue und bittet, ihm zu vergeben. Gloria akzeptiert zwangsweise seine Entschuldigung, denn Oscars Wille, sie zu erpressen, scheint nicht gebrochen.
Glorias Ex-Freund Tim taucht in der Stadt auf, um nach Gloria zu sehen. Oscar provoziert eine Konfrontation, die damit endet, dass er in der Bar ein großes Feuerwerk inszeniert. Später taucht er in Glorias Haus auf und sagt ihr, dass er dort sei, um sie daran zu hindern, mit Tim nach New York zurückzukehren.
Eine Rückblende um 25 Jahre zeigt, dass Oscar schon als Kind destruktive Verhaltenszüge aufwies und dass die beiden einmal in der Nähe des Spielplatzes von einem Blitz getroffen wurden, weshalb sie nun ihre Avatare in Südkorea manifestieren können. Die Erinnerung lässt Gloria verstehen, warum der erwachsene Oscar gewalttätig und manipulativ ist: Er hasst sich selbst. Sie beschließt, die Stadt mit Tim zu verlassen. Oscar begibt sich als Antwort auf den Spielplatz. Als Gloria folgt, schlägt Oscar sie nieder und lässt sie auf dem Boden liegen, während er Seoul terrorisiert.
In einer Eingebung fliegt Gloria schließlich nach Südkorea. Sie entschuldigt sich am Handy bei Tim, dass sie nicht mit ihm nach New York zurückgekehrt ist. Noch einmal um 8:05 Uhr US-Zeit veranlasst Oscar den Riesenroboter, sich in Seoul zu manifestieren. Als sich Gloria auf Oscars Avatar zubewegt, lässt sie ihren Kaiju wieder auftauchen, diesmal jedoch auf dem Spielplatz in den USA. Ihr Kaiju schnappt sich Oscar und schleudert ihn in die Ferne, wodurch gleichzeitig der riesige Roboter in den Himmel katapultiert wird und aus Seoul verschwindet.
Als ihre Mission erfüllt ist, betritt Gloria eine leere Bar in Seoul, sie setzt sich an den Tresen und verspricht der jungen Kellnerin eine unglaubliche Geschichte. Es ist unklar, ob Gloria auf die Frage der Kellnerin „Möchten Sie einen Drink?“ hin wieder Alkohol bestellt.

## Synchronisation
Die deutsche Synchronfassung entstand bei der Scalamedia GmbH in Berlin, nach einem Dialogbuch und unter der Dialogregie von Kai Taschner.

## Kritik
Der Film erhielt gemischte bis positive Kritiken. Rotten Tomatoes listet 265 Rezensionen, von denen 81 % als positiv eingeschätzt werden, und fasst sie folgendermaßen zusammen: „Die außerordentliche Fremdartigkeit von Colossal kann verwirrend sein, aber Zuschauer, die sich davon nicht abschrecken lassen, könnten feststellen, dass die Genregrenzen sprengende Umsetzung – und Anne Hathaways Auftritt – den Film sehenswert machen.“ Die Online-Plattform Metacritic ermittelt aus 38 Kritiken einen Metascore von 70 %, was für grundsätzlich positive Bewertungen steht.

## Einnahmen
Der Film spielte bei einem Budget von 15 Millionen weltweit nur 4,5 Millionen US-Dollar ein. Somit ist er – finanziell gesehen – ein Flop.